# Фабрика хартије Милана Вапе
Фабрика хартије Милана Вапе је фабрика из Београда основана 1905. године, а 1924. године је изграђена велика модерна фабрика. Успешно је пословала до Другог светског рата, да би након рата прешла у државно власништво. Педесетих година XX века престала је са радом, а њене машине су премештене у индустријску зону на Аду Хују.
Била је прва саграђена фабрика након Првог светског рата и била је веома значајна за развој српске привреде. Покренула је нову грану индустрије и готово три деценије била је једина фабрика папира у Србији. Једно време је чак и извозила папир што је за тадашње време била права реткост.

## Историјат

### Оснивање фабрике
Оснивање фабрике хартије било је актуелно још тридесетих година XIX века због тога што је држава имала велике трошкове због куповине хартије из Аустрије. Међутим, производња је почела тек у првој деценији XX века. Оснивач фабрике био је Милан Вапа из Смедеревске Паланке. Српску фабрику за прераду хартије основао је 1905. са Миленком Марковићем и Глишом Андрејевићем. Била је смештена у старој трошној згради преко пута кафане Пролеће. Две године касније, разишао се са ортацима, исплатио их и постао једини власник. Зграду на Косанчићевом венцу број 14 отворио је на Благовести, 25. марта 1910. године и до почетка Првог светског рата у фабрици је било запослено око 100 радника. Велику финансијску помоћу у виду банкарских позајмица пружили су му г. Симон, тадашњи потпредседник банке „Сосијете женерал“ у Паризу и члан Самосталне монополске управе, као и директор Земаљске банке г. Рецевил. Када су њих двојица у Београду основали Француско-српску банку, Милан Вапа им је био први клијент, добивши тако неограничен кредит за развој фабрике.

### Међуратни период
Након избијања Првог светског рата производња је престала, а Милан Вапа је рат провео у Швајцарској обилазећи познате фабрике хартије и упознавајући се са производњом. Током рата аустријанци су однели све машине, па је 1919. године почела преписка са владом о повраћају машина и захтев за накнаду штете. С новцем добијеним од одштете на име немачких репарација и с кредитом добијеним од Француско-српске банке купио је земљиште и почео изградњу велике и модерне фабрике хартије. Кућу на Косанчићевом венцу продао је 1921. године за 3,5 милиона динара Министарству просвете које је у њој сместила Народну библиотеку Србије.
Дозволу за изградњу фабрике дало је Министарство трговине и индустрије у августу 1921, а градња је почела 17/30. септембра. Архитекта је био Карл Ханиш, а радовима је управљао Владимир Билински. Фабрику су у септембру 1923. посетили председник владе Пашић и министар финансија Стојадиновић - извештава се да су машине већ биле монтиране. "Илустровани лист" од 17. фебруара 1924. каже да је "ових дана" основан Управни и Надзорни одбор. Краљ ју је посетио у време генералне пробе машина, свечано је отворена у марту 1924. године и била је прва нова фабрика сазидана у Југославији после рата. Спадала је у највеће фабрике тога времена. Производила је фину хартију за писање, штампање и цртање, трговачку и катастарску
хартију, концепт хартију, коричару, хартију за паковање и умножавање, машинску хартију, фини луксузни, као и новински папир. Вапа је сматрао фабрику најмодернијом у Европи, већ у време отварања је имао планове за експанзију.
Управа државних монопола била је заинтересована за фабрику и понудила је 20 милиона динара да заједно са Миланом Вапом оснује акционарско предузеће. Вапи је понуда била интересантна, јер се тиме ослобађао дела дуга према Француско-српској банци. Тиме су уклоњене препреке, па је у децембру 1923. године основано акционарско друштво под фирмом „Фабрика хартије Милана Вапе а. д.“ Управа монопола намеравала је да с временом постане једини власник, те је неиспуњавањем обавеза ометала спровођење уговора, што је довело до судског спора и проуроковало обуставу рада на 18 месеци од средине 1926. до краја 1927. године. Фабрика је поново почела са радом 1928. године, а спор је судски окончан 1930. године, када је одлучено да се раскине уговор и да Милан Вапа Управи монопола исплати десет милиона динара.
Економска криза натерала је Милана Вапу да понове оснује акционарско друштво. Акционарско друштво под именом „Фабрика хартије Милана Вапе а. д.“ са седиштем у Београду основано је 29. септембра 1937. године. Учешће у новоформираном акционарском друштву узели су имућни индустријалци, трговци и банкари, носиоци привредног развоја Београда: Фердинанд Грамберг, Влада Илић, Александар Божичковић, Љубомир Ђуковић, Живојин Нешић, др Сава Греговић и Радомир Филиповић. Након две године умро је Милан Вапа, па је изабрана нова управа а за њеног председника изабрана је Вапина супруга Милица Вапа која је располагала са највећим бројем акција.

### Након Другог светског рата
Фабрика је повремено радила током Другог светског рата, а њене машине су остале неоштећене. Након рата почела је обнова зграде која је оштећена у савезничком бомбардовању 1944. године. Као и сва предузећа након рата, и ово је прешло у друштвено власништво. Фабрика је 1947. почела да послује под именом „Београд”. Током педесетих година прошлог века, обустављена је производња хартије у некадашњој Вапиној фабрици и премештена је у индустријску зону на Аду Хују. Фабричка зграда је тада добила нову намену, јер се у њу уселило Предузеће за међународну шпедицију и јавна складишта „Југошпед“.

## Архитектура
Фабрика је била на одличној локацији подигнута уз савски железнички мост,један километар удаљена од железничке станице. Имала је сопствену индустријску пругу и кеј за пристајање бродова са електричним краном са утовар и истовар робе. Фабричка зграда је била у основи неправилног правоугаоника, простирала се на површини од око 3.600 метара квадратних. У пространој фабричкој згради налазила су се следећа одељења: котларница, електрична централа, одељење главне трансмисије, холендер сала, одељење за прераду крпа (сала за сортирање и сала за кување и прање), одељење за машинску израду хартије, сала за хлађење хартије, одељење за сечење, сортирање и паковање хартије, машинска радионица, магацин, лабораторија и одељење за експедицију готове робе. Имала је најмодерније машине увезене из Немачке. Била је повезана са водоводном станицом из које се снабдевала савском водом. Пажња је посвећена и спољашњем изгледу, пажљиво су одабраним архитектонски елементи те је она представљала репрезентативно архитектонско здање.